# Sedma banijska divizija NOVJ-a
Sedma banijska udarna divizija NOVJ-a formirana je naredbom Vrhovnog komandanta NOV-a i POJ-a Josipa Broza Tita od 22. studenog 1942. godine. Pri osnivanju u njen sastav su ušle Sedma i Osma banijska brigada i Trinaesta hrvatska brigada „Josip Kraš“. Trinaesta brigada je međutim bila udaljena i operirala je samostalno, tako da je umjesto nje u sastav divizije 26. prosinca 1942. godine ušla Šesnaesta banijska brigada.

## Borbeni put Sedme divizije
Po osnivanju divizija je sudjelovala u operacijama Prvog bosanskog korpusa u donjem toku rijeke Une. Na početku operacije „Weiss I“ divizija je uspješno ometala razvijanje i napredovanje 369. legionarske divizije preko Banije, ali se zbog bočnog prodora 7. SS divizije 24. siječnja 1943. morala prebaciti na desnu obalu Une zbog blokiranja puta prema Bihaću.
Tijekom operacije „Weiss II“, odnosno Bitke na Neretvi divizija je bila angažirana u iscrpljujućim obrambenim borbama radi sprječavanja prodora njemačko-ustaške grupacije „Vogel“ prema Prozoru.
Za vrijeme bitke na Sutjesci divizija je od 3. lipnja 1943. godine bila u sastavu Južne grupe, sa zadatkom da, zajedno s Trećom divizijom i Centralnom bolnicom prebaci preko Tare u Sandžak. Kako se to pokazalo nemogućim, diviziji je 8. lipnja naređeno da se hitno, usiljenim maršem, prebaci preko Sutjeske i poveže sa Sjevernom grupom. Divizija je Sutjesku prešla u posljednji tren, a napad njemačke borbene grupe „Gertler“ kojim su Nijemci konačno zatvorili obruč na Sutjesci, zahvatio je začelje divizijske kolone. Nijemci su zarobili oko 200 ranjenika, članova bolničkog osoblja i osiguranja, i gotovo sve ih strijeljali na licu mjesta. O ovom događaju je dao izjavu potporučnik Wildner Reinhold:
Nakon proboja preko Zelengore, divizija je do kraja kolovoza vodila borbe u istočnoj i središnjoj Bosni pod neposrednim zapovjedništvom Vrhovnog štaba. Početkom rujna 1943. vratila se na Baniju, gdje je reorganizirana.
Sedma i Osma banijska brigada popunjene su i preimenovane u Prvu i Drugu, a Prva i Druga brigada Unske operativne grupe u Treću i Četvrtu brigadu Sedme divizije. U sastav divizije ušli su također i Židovski i talijanski bataljun. Tada je divizija ušla u sastav Četvrtog hrvatskog korpusa.
Na ovom za vitalne komunikacije izuzetno važnom terenu Banije, divizija je u borbi protiv krupnih njemačkih i ustaških snaga postigla značajne uspjehe. Učestalim krupnim diverzijama i udarima na posade na zaštiti komunikacija divizija je nanijela znatne gubitke i teškoće osovinskim snagama. Uspješne borbe imala je tijekom operacije „Panther“ tijekom prosinca 1943., a 11. siječnja 1944. godine oslobodila je Glinu. U svibnju se divizija našla na udaru njemačke operacije „Šah“.
Sredinom kolovoza Štab Sedme divizije s Trećom i Četvrtom brigadom prebacio se u Moslavinu, gdje se borio zajedno s postrojbama Desetog zagrebačkog korpusa, dok su Prva i Druga brigada i Prvi i Drugi banijski partizanski odred nastavili s operacijama u Baniji. Dvije brigade Sedme divizije zajedno s dijelovima Šestog slavonskog korpusa i Desetog zagrebačkog korpusa sudjelovale su u napadu na ustaški garnizon u Koprivnici u listopadu 1944. godine.
U završnim operacijama Sedma banijska divizija potčinjena je štabu Četvrte armije JA, u čijem sastavu je sudjelovala u Tršćanskoj operaciji.
Ukazom Vrhovnog štaba u rujnu 1943. godine, Sedma divizija proglašena je udarnom u znak priznanja za postignute uspjehe i podnešene žrtve.
1943. – 44. načelnik stožera brigade i divizije bio je Nikola Kajić.

## Vanjske poveznice
- 7. banijska divizija - Vojska.net